# Ulmeiro
- Commons
- Wikispecies

Os ulmeiros, ulmos, olmeiros, olmos, lamigueiros ou lamegueiros são árvores de várias espécies do gênero Ulmus L., família Ulmaceae. São grandes árvores nativas na Europa (sobretudo Ulmus minor, nativo da Península Ibérica), alcançando os 30 metros de altura. Possuem folhas alternas, denteadas, plissadas, com a base inequilátera. As flores são diminutas, arranjadas em glomérulos axiais, que dão origem a frutos secos e alados. Sua madeira é empregada para vários fins, principalmente para a fabricação de móveis, pequenas obras de marcenaria e pela indústria naval.

## Sinonímia do gênero
- Chaetoptelea Liebm.

## Espécies
| - Ulmus abelicea - Ulmus acuta - Ulmus adiantifolia - Ulmus alata - Ulmus ambigua - Ulmus americana - Ulmus bonsai - Ulmus campestris - Ulmus crassifolia - Ulmus davidiana | - Ulmus glabra - Ulmus laevis - Ulmus minor - Ulmus parviflora - Ulmus procera - Ulmus pumila - Ulmus resista - Ulmus rubra - Ulmus wallichiana - Ulmus carpinifolia |

- «Lista completa»

## Classificação do gênero
| Sistema | Classificação                    | Referência               |
| ------- | -------------------------------- | ------------------------ |
| Linné   | Classe Pentandria, ordem Digynia | Species plantarum (1753) |